# Team Gerolsteiner/2007
Deze pagina geeft een overzicht van de Duitse wielerploeg Team Gerolsteiner in 2007.
| Naam                | Geboortedatum | Nationaliteit | Ploeg 2006     |
| ------------------- | ------------- | ------------- | -------------- |
| Robert Förster      | 27-01-1978    | Duitsland     |                |
| Markus Fothen       | 09-09-1981    | Duitsland     |                |
| Thomas Fothen       | 06-04-1983    | Duitsland     |                |
| Johannes Fröhlinger | 06-06-1985    | Duitsland     | beloften       |
| Oscar Gatto         | 01-01-1985    | Italië        | beloften       |
| Heinrich Haussler   | 25-02-1984    | Duitsland     |                |
| Torsten Hiekmann    | 17-03-1980    | Duitsland     |                |
| Tim Klinger         | 22-09-1984    | Duitsland     | Team Wiesenhof |
| Bernhard Kohl       | 04-01-1982    | Oostenrijk    | T-Mobile Team  |
| David Kopp          | 05-01-1979    | Duitsland     |                |
| Sven Krauss         | 06-01-1983    | Duitsland     |                |
| Sebastian Lang      | 15-09-1979    | Duitsland     |                |
| Andrea Moletta      | 23-02-1979    | Italië        |                |
| Volker Ordowski     | 09-11-1973    | Duitsland     |                |
| Davide Rebellin     | 09-08-1971    | Italië        |                |
| Matthias Russ       | 14-11-1983    | Duitsland     |                |
| Ronny Scholz        | 24-04-1978    | Duitsland     |                |
| Stefan Schumacher   | 21-07-1981    | Duitsland     |                |
| Tom Stamsnijder     | 15-05-1985    | Nederland     | Rabobank CT    |
| Marcel Strauss      | 15-08-1976    | Zwitserland   |                |
| Fabian Wegmann      | 20-06-1980    | Duitsland     |                |
| Carlo Westphal      | 25-11-1985    | Duitsland     | Team Wiesenhof |
| Peter Wrolich       | 30-05-1974    | Oostenrijk    |                |
| Oliver Zaugg        | 09-05-1981    | Zwitserland   |                |
| Beat Zberg          | 10-05-1971    | Zwitserland   |                |
| Markus Zberg        | 27-06-1974    | Zwitserland   |                |

1998 · 1999 · 2000 · 2001 · 2002 · 2003 · 2004 · 2005 · 2006 · 2007 · 2008
AG2R-La Mondiale · Astana · Bouygues Télécom · Caisse d'Epargne · Cofidis, Le Crédit par Téléphone · Crédit Agricole · Team CSC · Discovery Channel Pro Cycling Team · Euskaltel-Euskadi · La Française des Jeux · Team Gerolsteiner · Lampre - Fondital · Liquigas - Bianchi · Predictor-Lotto · Quick·Step - Innergetic · Rabobank · Saunier Duval - Prodir · Team Milram · T-Mobile Team · Unibet.com